# لينتون ولز
لينتون ولز (بالإنجليزية: Linton Wells)‏ هو صحفي ومراسل أمريكي، ولد في 1 أبريل 1893 في سيدار رابيدز في الولايات المتحدة، وتوفي في 14 يناير 1976 في واشنطن العاصمة في الولايات المتحدة.